# Anigozanthos humilis
Anigozanthos humilis är en enhjärtbladig växtart som beskrevs av John Lindley. Anigozanthos humilis ingår i släktet Anigozanthos och familjen Haemodoraceae.

## Underarter
Arten delas in i följande underarter:
- A. h. chrysanthus
- A. h. humilis

## Bildgalleri

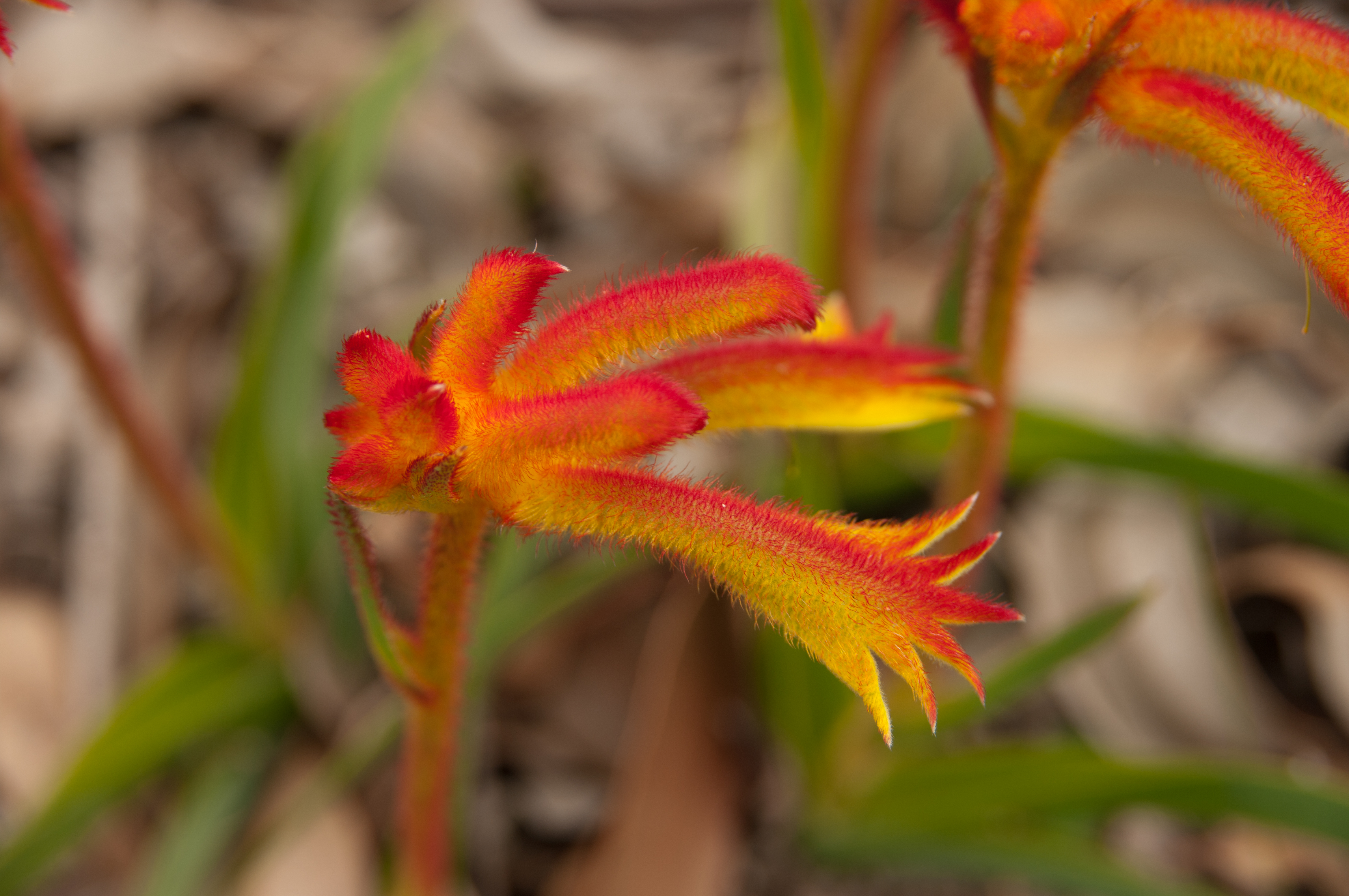